# John McGovern
John McGovern, né le 28 octobre 1949 à Montrose, est un joueur de football britannique, devenu ensuite entraîneur.
Il évoluait au poste de milieu de terrain.

## Carrière

### Joueur
John McGovern joue successivement dans les équipes suivantes : Hartlepool United, Derby County, Leeds United, Nottingham Forest, et enfin Bolton Wanderers. Il est également sélectionné en équipe d'Écosse espoirs.
McGovern est le capitaine de Nottingham Forest lorsque le club anglais remporte la Coupe des clubs champions européens à deux reprises sous la direction de l'entraîneur Brian Clough, un entraîneur dont il est un fidèle. 
Il dispute un total de 27 matchs en Coupe d'Europe des clubs champions, inscrivant trois buts. Son premier but est inscrit avec Derby County, contre le Benfica Lisbonne, le 25 octobre 1972, lors des huitièmes de finale de la compétition. Il marque son deuxième but avec le club de Nottingham Forest contre l'AEK Athènes, le 18 octobre 1978, une nouvelle fois lors des huitièmes de finale. Il inscrit son dernier but en Coupe d'Europe le 7 novembre 1979, avec Nottingham, contre l'Arges Pitesti, encore lors des huitièmes de finale.
McGovern joue tour à tour dans les quatre premières divisions du football anglais. Au cours de sa carrière, il est promu à trois reprises, avec Hartlepool United, Derby County et Nottingham Forest, et compte plus de 500 matchs en championnat. Il dispute notamment 164 matchs en première division anglaise avec le club de Nottingham, inscrivant six buts.
Il est sélectionné deux fois en équipe d’Écosse des moins de 23 ans, mais jamais avec les A.

### Entraîneur
Après sa carrière de joueur, il entraîne le club des Bolton Wanderers du 1er juin 1982 au 7 janvier 1985. Son bilan avec les Bolton Wanderers est de 42 victoires, 28 matchs nuls et 59 défaites.
Il dirige ensuite les joueurs de Rotherham United du 14 septembre 1994 au 31 juillet 1996. Son bilan avec Rotherham est de 36 victoires, 31 matchs nuls, et 27 défaites.

## Palmarès
Derby County
- First Division : 1971-1972

Nottingham Forest
- First Division : 1977-1978[6]
- Coupe de la Ligue : 1977-1978[6], 1978-1979[6]
- Coupe anglo-écossaise : 1976-1977 [7]
- FA Charity Shield : 1978
- Coupe d'Europe des clubs champions[6] : 1978-1979, 1979-1980
- Supercoupe d'Europe : 1979[8]